# Scaldasole
Scaldasole là một đô thị ở tỉnh Pavia trong vùng Lombardia của Ý, có cự ly khoảng 45 km về phía tây nam của Milan và khoảng 20 km về phía tây nam của Pavia. Tại thời điểm ngày 31 tháng 12 năm 2004, đô thị này có dân số 902 người và diện tích là 11,6 km².
Scaldasole giáp các đô thị sau: Dorno, Ferrera Erbognone, Sannazzaro de' Burgondi, Valeggio.